# Nasrtljiva kornjača
Nasrtljiva kornjača (Chelydra serpentina) je kornjača duljine do 45 cm koja naseljava jug Sjeverne Amerike.
Ova velika, tamna kornjača vrlo je razdražljiva i kada je u opasnosti, može snažno ugristi. Ima golemu glavu, malen trbušni oklop te grub leđni oklop, kojiput prekriven algama. Živi u slatkim i bočatim vodama s obiljem biljnog pokrova i često leži ukopana u blato, samo s očima i nosnicama iznad površine. Preko dana leži i čeka plijen, a noću je aktivan lovac koji naglim pokretima glave lovi male sisavce, ptice, ribe, beskralješnjake i biljke. Parenje može nastupiti bez prethodnog "upoznavanja", no postoji i obred u kojem mužjaci i ženke stanu nasuprot jedno drugomu s ispruženim vratovima. Ženke polažu jedno leglo od 20-30 jaja u plosnate rupe, često u jazbine bizamskog štakora. Mogu zadržati sjeme do sljedeće sezoe parenja.

## Drugi projekti
|  | Zajednički poslužitelj ima stranicu o temi Nasrtljiva kornjača    |
|  | Zajednički poslužitelj ima još gradiva o temi Nasrtljiva kornjača |
|  | Wikivrste imaju podatke o taksonu Nasrtljivoj kornjači            |